# Dacia Aureliana
Dacia Aureliana fue una provincia en la mitad oriental del Imperio Romano establecida por el emperador romano Aureliano en el territorio de la antigua Moesia Superior después de su evacuación de Dacia Traiana más allá del Danubio en 271. Entre 271/275 y 285, ocupó la mayor parte de lo que hoy es el noroeste de Bulgaria y el este de Serbia. Su capital estaba en Serdica (la actual Sofía).

Mapa de los Balcanes del norte en el, incluida la Diócesis de Dacia y sus provincias

Esta provincia fue poblada por los antiguos habitantes de Dacia Traiana. Está escrito en la obra de Eutropio: Compendio de la historia romana (9:15):
"Rodeó la ciudad de Roma con muros más fuertes. Construyó un templo al Sol, en el que puso una gran cantidad de oro y piedras preciosas. La provincia de Dacia, que Trajano había formado más allá del Danubio, la abandonó, desesperado, después de que todo Illyricum y Moesia habían sido despoblados, de poder retenerla. Los ciudadanos romanos, sacados de las ciudades y tierras de Dacia, se establecieron en el interior de Moesia, llamando Dacia a la que ahora divide a las dos Moesias, y que está a la derecha del Danubio en su desembocadura en el mar, mientras que Dacia antes era de izquierda".
("Urbem Romam muris firmioribus cinxit. Templum Soli aedificavit, in quo infinitum auri gemmarumque constituit. Provinciam Daciam, quam Traianus ultra Danubium fecerat, intermisit, vastato omni Illyrico et Moesia, desperans eam posse retinere, abductosque Romanos ex urbibus et agris Daciae in media Moesia collocavit appellavitque eam Daciam, quae nunc duas Moesias dividet et est in dextra Danubio in mare fluenti, cum antea fuerit in laeva.")
La reorganización tetrárquica del emperador Diocleciano del imperio dividió Dacia Aureliana en dos provincias, ambas parte de la diócesis civil de Moesia(e), bajo el César oriental (emperador menor), cuyo 'barrio' se convirtió en la prefectura pretoriana de Illyricum . :
- Dacia Mediterránea, con capital en Serdica
- Dacia Ripensis, con capital en Ratiaria

En la reforma del siglo IV (que también dividió Italia en dos mientras separaba Egipto de Oriens y Macedonia de Moeasiae como nuevas diócesis), estas dos “Dacias” junto con Dardania, Moesia Prima y Prevalitana constituyeron la diócesis civil de Dacia. Los eruditos tienen diferentes opiniones sobre la fecha exacta y las circunstancias de la creación de la Dacia Mediterránea como provincia separada.